# Casa de carrer (Sant Vicenç de Montalt)
La Casa de carrer és una obra de Sant Vicenç de Montalt (Maresme) inclosa a l'Inventari del Patrimoni Arquitectònic de Catalunya.

## Descripció
Casa entre mitgera, amb planta baixa i pis, ha sofert transformacions, però encara es pot apreciar la seva antiga configuració. La coberta de teules a dues aigües acaba amb una petita cornisa.

## Història
El barri de les Ànimes és l'exemple típic de les barriades marítimes que al segle xviii es formaren paral·lelament als pobles de "dalt", protegits fins aleshores de la pirateria. Aquest petit barri no prosperà per la seva proximitat al nucli urbà de Caldes d'Estrac.